# Julius Roth

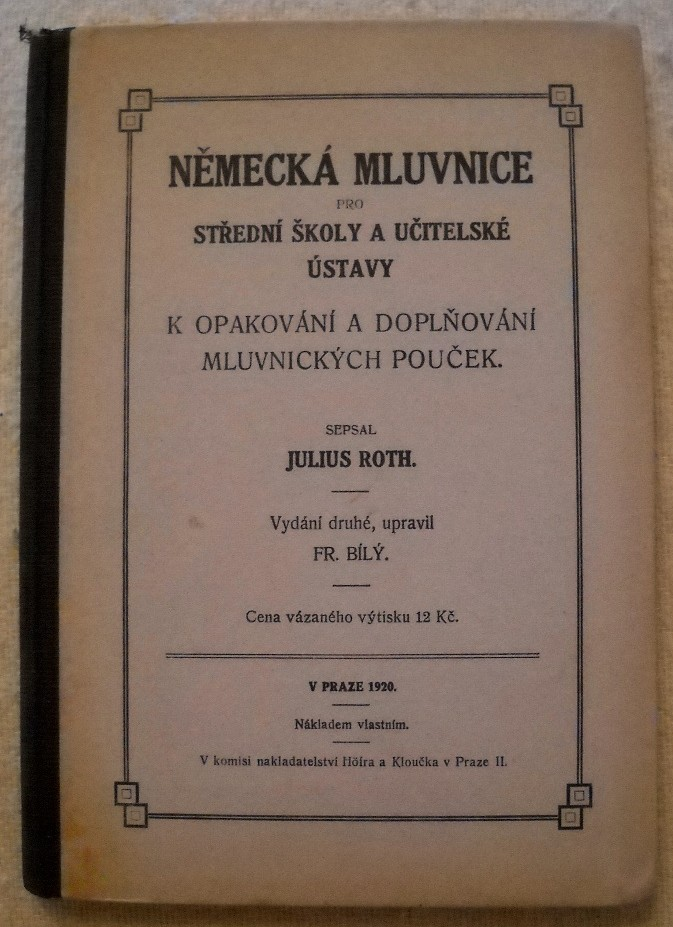
Julius Roth - Německá mluvnice pro střední školy a učitelské ústavy – 1920 (nákladem vlastním)

Julius Roth (25. červen 1842 Horažďovice – 29. listopad 1904 Popovičky) byl český středoškolský profesor a autor jazykových učebnic zejména němčiny. Byl zastáncem přirozené metody výuky cizích jazyků.

## Život
Studoval práva (1861–1862) a moderní filologii na univerzitě v Praze. Učil v Chrudimi, Kutné Hoře a od roku 1871 v Praze.

## Dílo
Autor gramatik a učebnic měneckého jazyka pro obecné a střední školy. Jeho cvičebnice němčiny pro obecné a měšťanské školy byly rozšířeny v celém Rakousku. V českých zemích byly používány více než 30 let.